# Єрофей (Малицький)
Митрополит Єрофей (світське ім'я Йоаникій Малицький; 1727, Чернігів — 2 вересня 1799, Київ) — церковний діяч, вчений і проповідник. Митрополит Київський (1796-99 рр.)

## Життєпис
Народився у Чернігові, навчався у Чернігівському колегіумі.
1758 р. — відкликаний на Московщину єпископом Кирилом Ляшевецьким, який призначив його викладачем Воронезької духовної семінарії (викладав поезію та риторику) та того ж року приймає чернечий постриг.
Проповідник. Брав участь у роботі присутствія Воронезької консисторії.
1761 року переведений на батьківщину, у Чернігівську єпархію. Призначений ігуменом Домницького монастиря. 1774 року призначений архімандритом Єлецького Успенського монастиря та ректором Чернігівської семінарії.
6 грудня 1788 року висвячений у єпископа Чернігівського.
1 квітня 1796 року призначений митрополитом Київським. За час його правління, внаслідок поділу Польщі, Київська єпархія увібрала правобережну Київщину, натомість Лівобережжя остаточно включено до Переяславської єпархії Відомства православного сповідання Російської імперії.
Помер у Києві, похований у склепі Софійського собору.